# Груз 300 (фильм)
«Груз 300» — советский художественный фильм 1989 года о войне в Афганистане, снятый на Свердловской киностудии режиссёром Георгием Кузнецовым.
Назван фильм по неофициальному военному термину, обозначающему раненого солдата, — «груз 300». В съёмках задействовано много боевой техники 1980-х годов, снимались военнослужащие Среднеазиатского и Туркестанского военных округов, ветеран Афганской войны Евгений Бунтов, также обучавшиеся в Душанбе студенты из Республики Афганистан.

## Сюжет
1986 год. Афганская война. В сторону Кабула по горной дороге движется большая колонна советской военной техники. Её путь лежит через единственный в этих краях разборный мост. О движении колонны осведомлены афганские моджахеды. Под руководством американского инструктора Купера (Ромуалдс Анцанс) они готовят операцию по захвату моста и уничтожению советской техники. План состоит в первоначальном захвате советского транспорта и внезапного нападения на охранение моста. В группе афганских диверсантов находится корреспондент крупного западного издания (Александр Данильченко). Он должен предоставить редакции сенсационный материал о разгроме советских войск.
В это время находящаяся в горах советская геологическая экспедиция подвергается инсценированному ночному нападению моджахедов. Группа геологов решает уехать в Кабул на двух грузовиках ЗИЛ-131 без сопровождения. По пути они подбирают советского бойца Чебакова (Евгений Бунтов), старшего сержанта, который возвращается домой. На дороге геологи подвергаются нападению диверсантов в советской форме под руководством Купера, которые берут водителей в заложники, дабы добраться до моста на их машинах. По пути Купер всячески торжествует, предчувствуя скорую победу. Он слушает музыку по автомобильному радио, а также смотрит письма советских солдат, переданные командиром Чебакову. Намекая на скорый проигрыш СССР в Афганской войне, он говорит шофёру (Александр Ческидов): «Англичане ушли и вы уйдёте». Из его разговоров по рации один из водителей узнаёт об операции по захвату моста и решается на побег.
Тем временем другая группа моджахедов захватывает гражданский автобус, расстреляв в нём единственного афганского солдата, и также едет к мосту. Им удаётся совершить нападение на охранение моста.
Практически по прибытии второй группы афганцев на место решившийся на бегство водитель убивает Купера с помощью выступающих из другой машины труб и расстреливает из его автомата других членов диверсионного отряда. Впоследствии, однако, он и другой водитель (Виктор Соловьёв) погибают от пуль моджахедов из захваченного автобуса, выехавшего им навстречу.
Несмотря на потери, охранению моста удаётся отбить нападение афганцев.
В конце фильма демонстрируются кадры с ранеными и покалеченными советскими солдатами, прошедшими срочную службу в Афганистане.

## В ролях
| Актёр                 | Роль                                                                         |
| --------------------- | ---------------------------------------------------------------------------- |
| Ромуалдс Анцанс       | Купер, американский военный советник                                         |
| Александр Данильченко | американский журналист                                                       |
| Александр Ческидов    | водитель грузовика с тентом                                                  |
| Евгений Бунтов        | дембель-старший сержант Анатолий Чебаков                                     |
| Виктор Соловьёв       | Волентир, водитель грузовика с буровой установкой (озвучивает Иван Мацкевич) |
| Пётр Ващик            | руководитель геологической экспедиции                                        |
| Насир Соффи           |                                                                              |
| Анвар Тураев          |                                                                              |
| Сергей Иванов         | эпизод                                                                       |

## Съёмочная группа
- Режиссёр — Георгий Кузнецов
- Автор сценария — Евгений Месяцев
- Оператор — Трубников Геннадий Тимофеевич, Виктор Баранов
- Композитор — Владимир Лебедев
- Монтаж — Раиса Стукова